# Iriguchi no Nai Deguchi
Albums de Momoiro Clover Z
5th Dimension
(10 avril 2013)
Singles
1. Momoiro Punch
Sortie : 5 août 2009
2. Mirai e Susume!
Sortie : 11 novembre 2009

Iriguchi no Nai Deguchi (入口のない出口, "Sortir sans entrer") est la première compilation du groupe féminin japonais Momoiro Clover Z.

## Détails
Il s'agit d'une compilation regroupant les chansons dites "indies" (indépendantes) enregistrées pendant les débuts de carrière du groupe, c'est-à-dire entre 2008 et 2010 et qui n'ont pas été publiées auparavant, puis des chansons reprises de divers artistes. Elle comprend notamment les deux chansons sorties en singles indies du groupe dont Momoiro Punch et Mirai e Susume!, ainsi que leurs chansons faces B.
Il sort le 5 juin 2013 sous on SDR (Stardust Records),,, après deux albums studio sortis auparavant, et atteint la 1re place des classements quotidiens de l'oricon.
C'est aussi l'album dans lequel sont créditées les ex-membres qui avaient quitté le groupe bien avant ses "vrais" débuts, dont l'une des membres officielles (actuellement ex-membre), Akari Hayami, qui a en revanche participé aux deux premiers singles "indies" et singles "major".

## Membres créditées dans l'album
| Membres officielles - Kanako Momota - Reni Takagi - Momoka Ariyasu - Shiori Tamai - Ayaka Sasaki | Ancienne membre officielle - Akari Hayami | Autres personnels - Runa Yumikawa · · · - Tsukina Takai - Miyū Wagawa - Manami Ikura - Sumire Fujishiro |

## Liste des titres
| No  | Titre                                                                       | Origine                                                                          | Durée |
| --- | --------------------------------------------------------------------------- | -------------------------------------------------------------------------------- | ----- |
| 1.  | Ano Sora e Mukatte (あの空へ向かって)                                       |                                                                                  |       |
| 2.  | Milky Way (MILKY WAY)                                                       | face B du 1er single indie                                                       |       |
| 3.  | Rough Style (ラフスタイル)                                                  | face B du 1er single indie                                                       |       |
| 4.  | Momoiro Punch (ももいろパンチ)                                              | 1er single indie                                                                 |       |
| 5.  | Daisuki!! (だいすき!!)                                                      | Première fois sur le CD, reprise d'un titre de Power Age.                        |       |
| 6.  | Dream Wave                                                                  | Première fois sur le CD                                                          |       |
| 7.  | Hello...Goodbye (Hello･･･goodbye)                                           | Première fois sur le CD; reprise d'une chanson de l'émission Harajuku Launchers. |       |
| 8.  | Kibun wa Super Girl (気分はSuper Girl)                                      | face B du 2e single indie                                                        |       |
| 9.  | Saikyō Pare Parade (最強パレパレード)                                       | Reprise d'un titre d'Aya Hirano, Yūko Gotō, Minori Chihara.                      |       |
| 10. | Mirai e Susume! (未来へススメ!)                                             | 2e single indie                                                                  |       |
| 11. | Tsuyoku Tsuyoku (ツヨクツヨク)                                              | Reprise d'un titre de Mihimaru GT                                                |       |
| 12. | Words of the Mind -Brandnew Journey- (words of the mind -brandnew journey-) | Reprise d'un titre de Move                                                       |       |
| 13. | Believe                                                                     | Reprise de Nami Tamaki                                                           |       |
| 14. | Hashire! (走れ!)                                                            | face B du 1er single major Ikuze! Kaitō Shōjo                                    |       |
| 15. | Kimi Yuki (きみゆき)                                                        |                                                                                  |       |
| 16. | Rough Style for Momoiro Clover Z (ラフスタイル for ももいろクローバーZ)     | Nouvel arrangement et nouvel enregistrement                                      |       |
| 17. | Ano Sora e Mukatte (あの空へ向かって（Z Ver.）)                             | Chanson bonus                                                                    |       |